# 路氏阿科鰕虎
路氏阿科鰕虎魚，為輻鰭魚綱鰕虎鱼目鰕虎亞目鰕虎鱼科的其中一種，该物种分布于东太平洋海域，体长可达9公分，栖息深度为7米至10米。

## 扩展阅读
維基物種上的相關：路氏阿科鰕虎魚
- WoRMS数据：http://www.marinespecies.org/aphia.php?p=taxdetails&id=279531 （页面存档备份，存于）